# Franz Zajicek (Uhrmacher)
Franz Zajicek (* 25. Oktober 1828; † 30. Oktober 1900) war ein österreichischer Uhrmachermeister.

## Leben

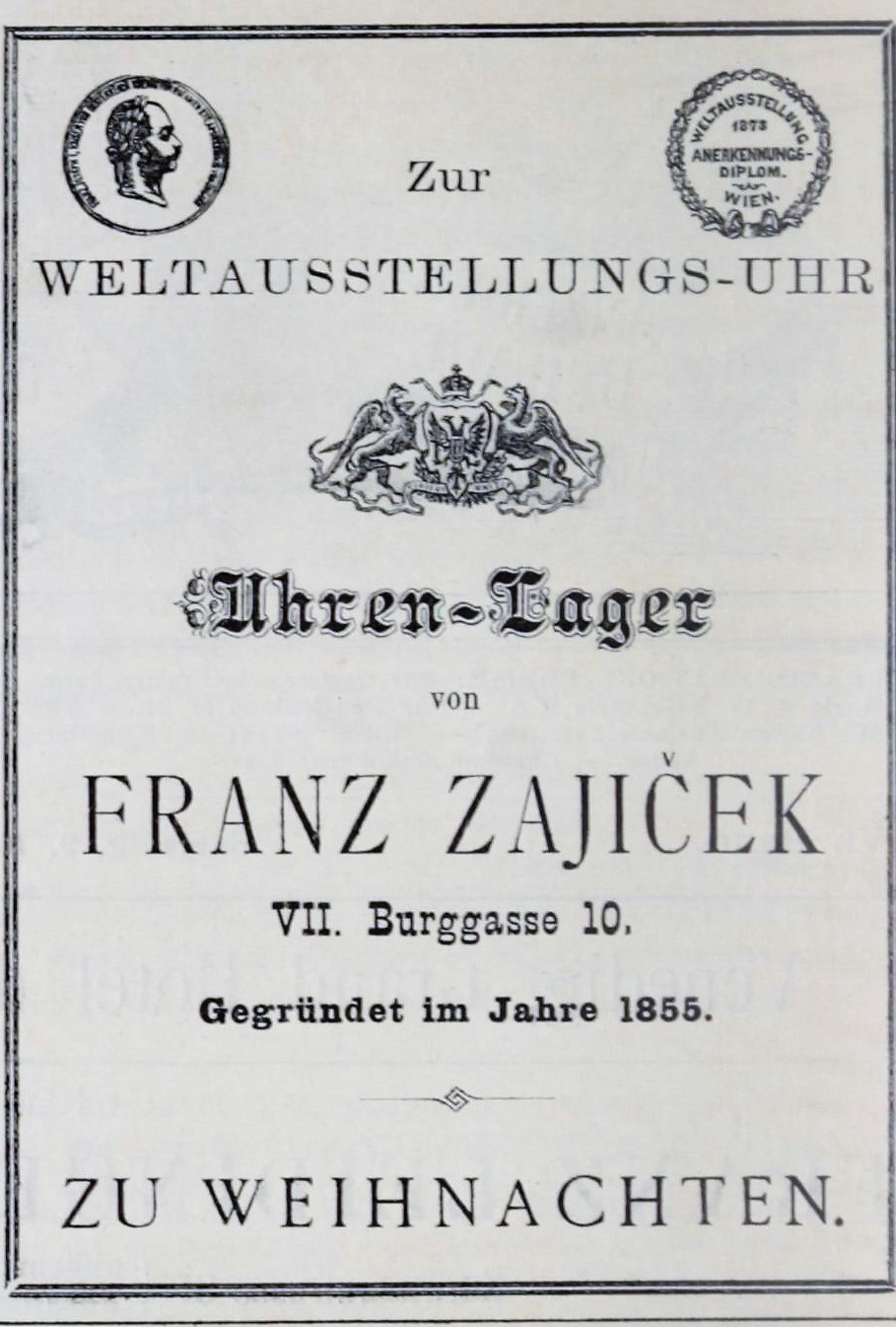
Annonce des Uhrmachers Franz Zajicek, 1882

Der in einem kleinen Dorf in Böhmen geborene Zajicek wurde noch vor Vollendung des zehnten Lebensjahres von einem durch die Kronländer ziehenden Agenten als billige Arbeitskraft für einen Wiener Lederwarenerzeuger „rekrutiert“. Im Alter von 13 Jahren begann er beim Uhrmacher und damaligen Bürgermeister der Wiener Vorortegemeinde Untermeidling Wenzel Rauch eine Uhrmacherlehre. 1855 heiratete er die Tochter seines ehemaligen Lehrherrn. Nach dem Zerwürfnis mit seinem Schwiegervater zog er mit seiner enterbten Frau nach Wien-Gumpendorf und machte sich selbstständig. Ab 1860 erhielt Zajicek Auftragsarbeiten in der kaiserlichen Burg und wurde in weiterer Folge mit dem Titel „Hof- und Kammeruhrmacher“ ausgezeichnet.
In rund 10-jähriger Tätigkeit in „seiner Freizeit“ fertigte Zajicek eine astronomische Uhr nach einem künstlerischen Entwurf des Architekten Carl Scheffler (1838–1911). Die Uhr wurde bei der Weltausstellung 1873 präsentiert und später von der Monarchie angekauft. Die Kunst- und Prunkuhr wurde 2002/2003 aufwändig restauriert und wird aktuell (2018) im Wiener Uhrenmuseum als eines der „Glanzstücke“ ausgestellt.
Zajicek hatte mit seiner Frau 24 Kinder. Von diesen überlebten jedoch die ersten Lebensjahre nur vier Kinder. Sein ältester Sohn, Carl Wenzel Zajicek, war ein anerkannter Aquarellmaler.  